# Avia BH-4
Avia BH-4 là một mẫu thử máy bay tiêm kích chế tạo ở Tiệp Khắc năm 1922.

## Tính năng kỹ chiến thuật
Đặc điểm tổng quát
- Kíp lái: 1
- Chiều dài: 6.47 m (21 ft 3 in)
- Sải cánh: 10.25 m (33 ft 7 in)
- Chiều cao: 2.97 m (9 ft 9 in)
- Diện tích cánh: 15.8 m2 (170 ft2)
- Trọng lượng rỗng: 724 kg (1.596 lb)
- Trọng lượng có tải: 1.015 kg (2.238 lb)
- Powerplant: 1 × Hispano-Suiza 8Ba Vee-8, 164 kW (220 hp)

Hiệu suất bay
- Vận tốc cực đại: 222 km/h (138 mph)
- Tầm bay: 510 km (320 dặm)
- Trần bay: 6.700 m (22.000 ft)
- Vận tốc lên cao: 4,2 m/s (820 ft/phút)

Vũ khí trang bị
- 2 × súng máy